# Szakadék (Huszti járás)
Szakadék (ukránul: Залом Zalom) falu Ukrajnában, Kárpátalján, a Huszti járásban.

## Fekvése
Huszttól északra fekvő település.

## Nevének eredete
A Zalom helységnév ruszin dűlőnévi eredetű, (1865: Zalum). A dűlőnév alapja a ruszin-ukrán залóм ’meredek, éles kanyar, valaminek (hegynek, sziklának) a mélye, szakadék, rengeteg erdő, erdő mélye’ főnév. A magyar Szakadék név tükörfordítás eredménye.

## Története
Szakadék (Zalom) Keselymező külterületi lakott helye volt, 2020-ig közigazgatásilag is hozzá tartozott. 1904-ben jött létre hivatalos névadással.